# Đảo Bảo tàng
Đảo Bảo tàng (tiếng Đức: Museumsinsel) là tên của nửa phía bắc của một hòn đảo trên sông Spree có tên là Spreeinsel thuộc quận trung tâm Mitte, Berlin, Đức, nửa phần phía nam đảo gọi là Fischerinsel (đảo ngư dân). Nó nằm ở phía bắc địa điểm của thành phố cổ Cölln. Nơi này được biết đến như là tổ hợp các bảo tàng có ý nghĩa quốc tế, tất cả đều là một phần của Bảo tàng Liên bang Berlin nằm trọn ở khu vực phía bắc hòn đảo. Đảo Bảo tàng được UNESCO công nhận là Di sản thế giới từ năm 1999.

## Danh sách bảo tàng
- Bảo tàng Altes (bảo tàng cũ) có tên là bảo tàng Königliches khi được xây dựng vào ngày 3 tháng 8 năm 1830 cho đến khi nó được đổi tên vào năm 1841. Công trình này được xây dựng dưới sự chỉ huy của kiến trúc sư Karl Friedrich Schinkel.
- Bảo tàng Neues (bảo tàng mới) hoàn thành vào năm 1859 theo kế hoạch của Friedrich August Stüler, một học trò của Schinkel. Nó bị phá hủy trong Chiến tranh thế giới lần thứ hai và được xây dựng lại dưới sự chỉ huy của David Chipperfield với Bảo tàng Ai Cập của Berlin và mở cửa trở lại vào năm 2009.
- Phòng trưng bày Quốc gia Alte (phòng triển lãm Quốc gia cũ) hoàn thành vào năm 1876, cũng theo thiết kế bởi Friedrich August Stüler để lưu trữ một bộ sưu tập nghệ thuật thế kỷ 19 được hiến tặng bởi chủ ngân hàng Joachim H. W. Wagener.
- Bảo tàng Bode nằm ở tận cùng mũi phía bắc hòn đảo mở cửa vào năm 1904 và sau đó được gọi là Bảo tàng Kaiser-Friedrich. Nó trưng bày các bộ sưu tập điêu khắc, tác phẩm nghệ thuật cổ và Byzantine muộn.
- Bảo tàng Pergamon xây dựng vào năm 1930. Nó chứa nhiều các tái cấu trúc và các tòa nhà quan trọng trong lịch sử như Bệ thờ Pergamon, Cổng Ishtar của Babylon.
- Diễn đàn Humboldt dự kiến sẽ mở vào năm 2020 trong Cung điện Berlin đối diện với công viên Lustgarten và sẽ là sự kết hợp các Bảo tàng Dân tộc học Berlin và Bảo tàng Nghệ thuật Châu Á, cả hai đều kế thừa của Phòng Nghệ thuật Phổ cũ cũng được đặt tại Cung điện Berlin và được thành lập vào giữa thế kỷ 16.

## Lịch sử
Một phòng triển lãm đầu tiên đã được dựng lên vào năm 1797 theo gợi ý của nhà khảo cổ học Aloys Hirt. Năm 1822, Schinkel đã đưa ra thiết kế cho kế hoạch xây dựng bảo tàng Altes để lưu giữ Bộ sưu tập Cổ vật Berlin hoàng gia, quá trình sắp xếp bộ sưu tập đã được giám sát bởi Wilhelm von Humboldt. Hòn đảo ban đầu là một khu cư trú dành riêng cho nghệ thuật và khoa học bởi vua Frederick William IV của Phổ vào năm 1841. Tiếp tục được mở rộng dưới nhiều triều đại vua Phổ kế tiếp, các bộ sưu tập nghệ thuật và khảo cổ của các nhà bảo tàng này đã trở thành tài sản công sau năm 1918, chúng được duy trì bởi chi nhánh của Bảo tàng Liên bang Berlin thuộc Stiftung Preußischer Kulturbesitz (Quỹ Di sản Văn hóa Phổ).
Đảo Bảo tàng bao gồm Công viên Lustgarten và Nhà thờ chính tòa Berlin. Giữa bảo tàng Bode và Pergamon, nó bị cắt ngang bởi cầu cạn đường sắt Berlin Stadtbahn. Ranh giới của nó tiếp giáp với phía nam là Cung điện Berlin và Cung Cộng hòa
Các bộ sưu tập của Phổ bị chia cắt trong Chiến tranh Lạnh, khi thành phố Berlin chia thành hai phần, nhưng đã được hợp nhất khi Thống nhất nước Đức, ngoại trừ một số tác phẩm và đồ tạo tác bị Quân Đồng Minh lấy đi sau Thế chiến thứ hai vẫn chưa được trả lại; Chúng bao gồm Kho báu của Priam, còn được gọi là vàng của thành Troy, được khai quật bởi Heinrich Schliemann vào năm 1873, sau đó lén được đưa ra khỏi Thổ Nhĩ Kỳ đến Berlin và chuyển từ Đức sang Moskva. Ngày nay, nó được lưu giữ tại Bảo tàng Pushkin ở Moskva.
Đối với các bảo tàng chính của thành phố, phải mất nhiều năm trong những năm 1990 để có sự đồng thuận về việc khôi phục và hiện đại hóa các bảo tàng với kế hoạch có phần thận trọng của tổng giám đốc Wolf-Dieter Dube và cuối cùng đã được phê duyệt vào tháng 1 năm 1999. Sau đó Peter-Klaus Schuster tiếp quản thiết lập một chương trình đầy tham vọng hơn nhiều nhằm biến Đảo bảo tàng thành một bảo tàng Louvre của Spree. Chính phủ Liên bang cam kết sẽ rót 20 triệu đôla mỗi năm cho đến năm 2010 cho các dự án nhằm nâng cao uy thế của Berlin và UNESCO đã tuyên bố Đảo Bảo tàng là một Di sản thế giới.

## Hình ảnh

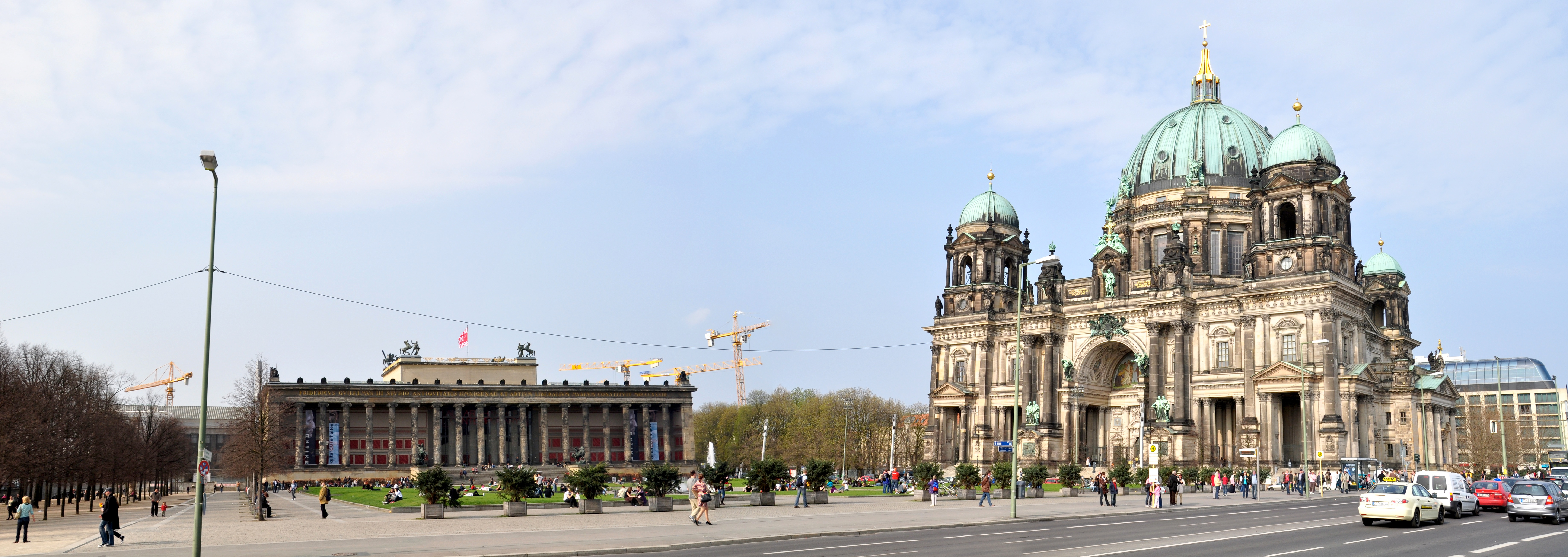
bảo tàng Altes, Lustgarten, và Nhà thờ lớn Berlin
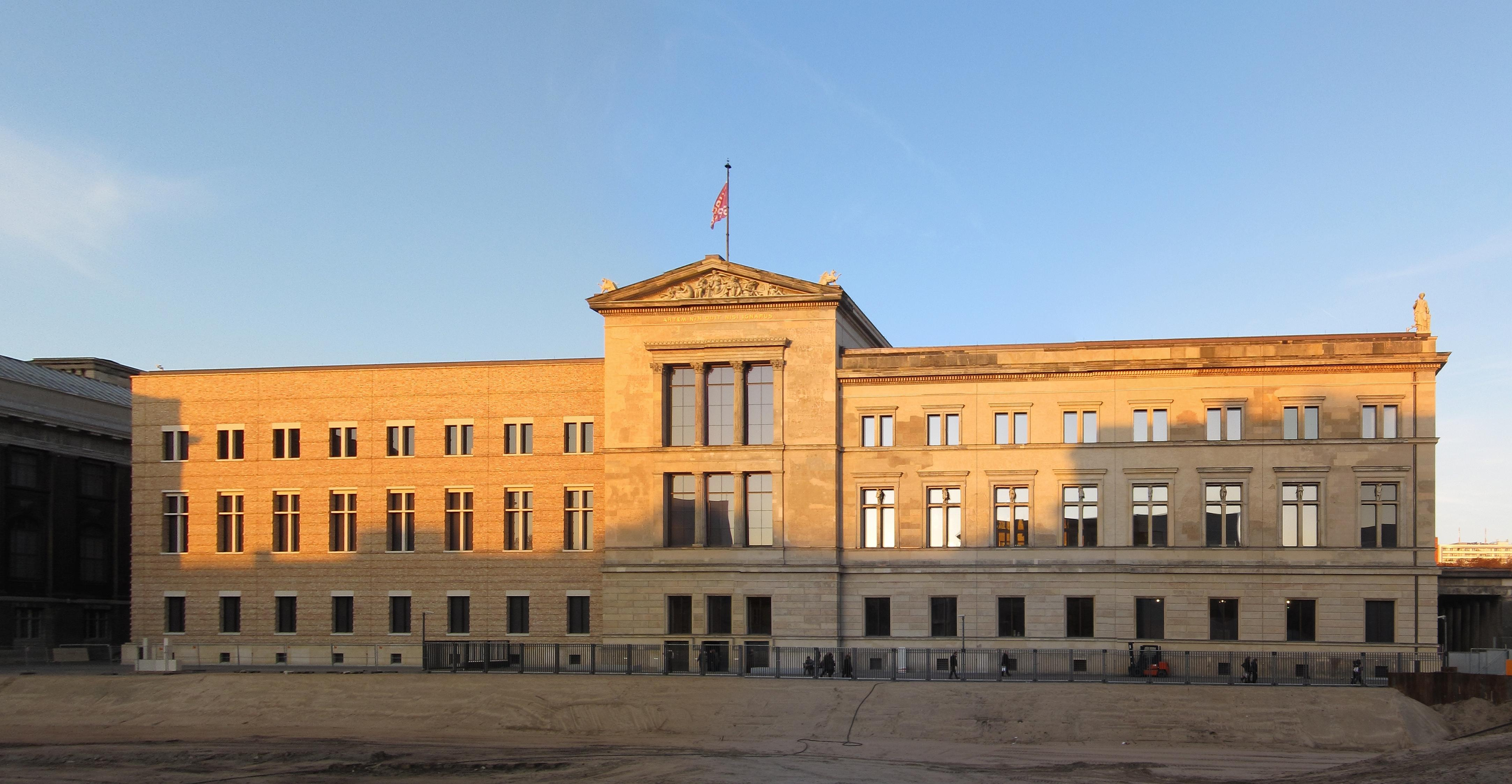
bảo tàng Neues
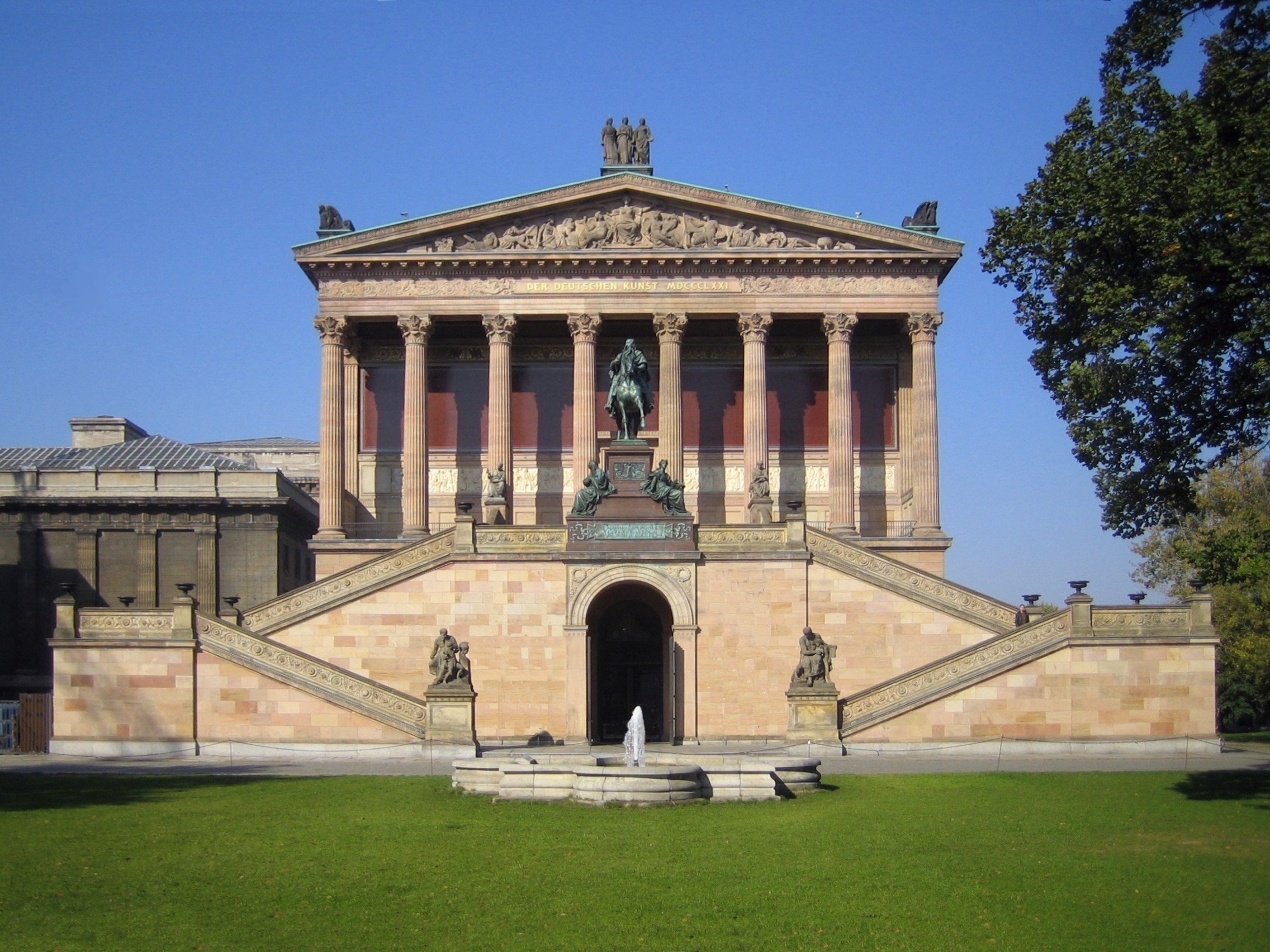
Phòng trưng bày Quốc gia Alte
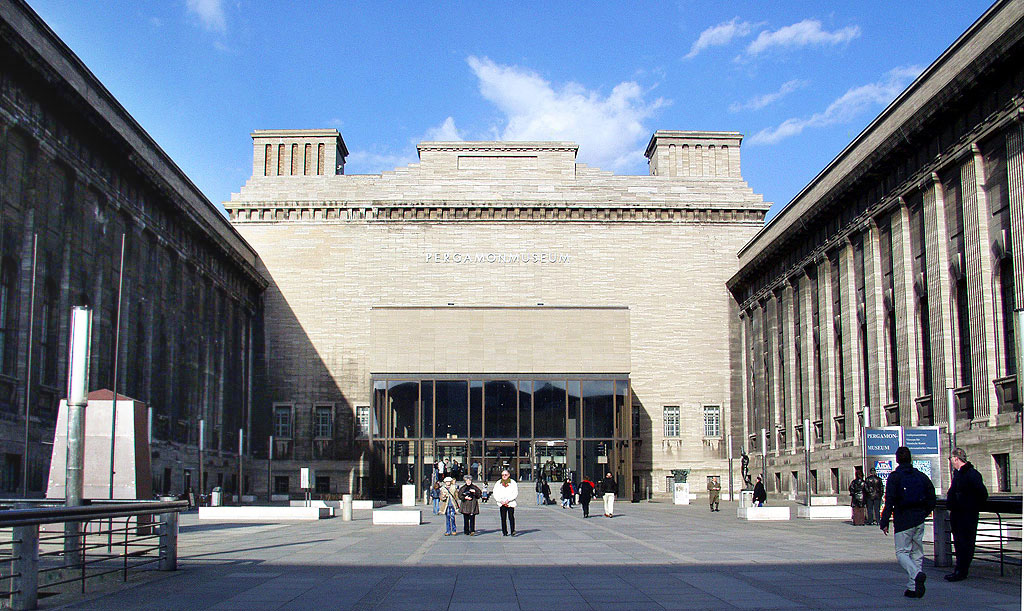
Bảo tàng Pergamon
Toàn cảnh với sông Spree
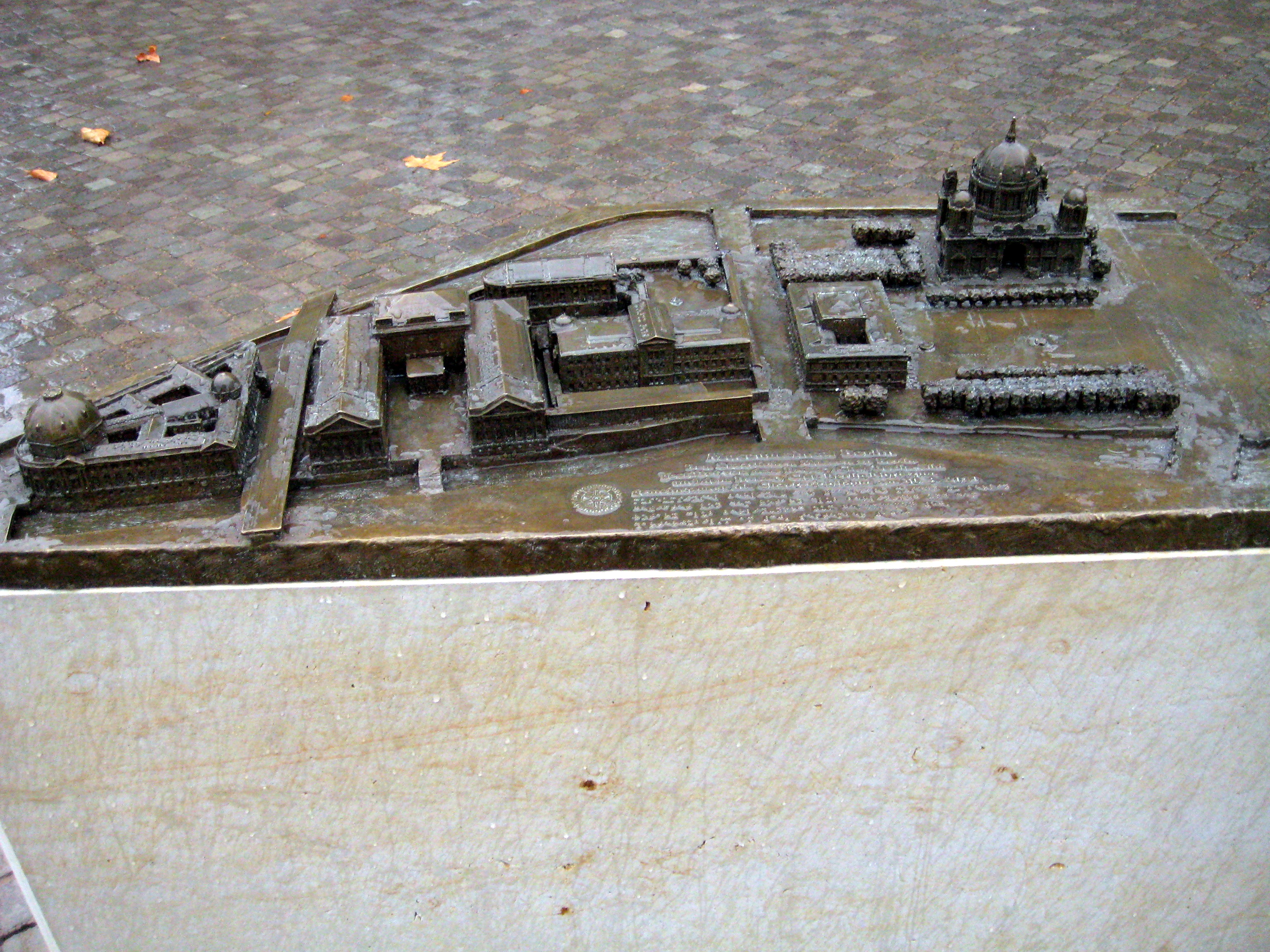
Mô hình Đảo Bảo tàng